# Ejército del Aire y del Espacio (Francia)
El Ejército del Aire y del Espacio (en francés: Armée de l'air et de l'espace) es la actual rama aérea de las Fuerzas Armadas Francesas, creada oficialmente como fuerza aérea independiente en 1934 al separarse la Aeronáutica Militar del Ejército de Tierra.

## Historia
Dada la fecha de 1909 en que nace la aviación militar francesa, sería el primer país[cita requerida] que se equipa con aviones de combate. No es hasta la Asamblea nacional francesa del 21 de marzo de 1912 cuando la entonces llamada Aéronautique militaire queda integrada oficialmente en las fuerzas armadas y se dota a las mismas de un arma aérea.
No obstante, no es una fuerza independiente hasta 1934 en cuyo año, el 2 de julio, se establece su organización general, según el Decreto n. 64-46 del 14 de enero de 1964 relativo a las fuerzas aéreas estratégicas.

## Estructura y organización
La organización de la Armée de l'air, se basa en el completo control de las operaciones aéreas y en la flexibilidad al ejecutar las mismas, tanto en tiempos de paz como de guerra. Al igual que la mayoría de las organizaciones de defensa modernas, ha sido reorganizada recientemente. Desde 2010 está dividido en seis mandos:
- CDAOA (Mando de defensa aérea y operaciones aéreas)
- CFA (Mando de las fuerzas aéreas)
- CSFA (Mando de Apoyo y logística)
- DRHAA (Recursos Humanos)
- SAGF (Administración y finanzas)

### Cifras, personal y presupuesto
Según el propio organismo en su sitio web oficial; en enero de 2011, el personal de la Armée de l'air, con 59.000 efectivos, entre ellos 7.400 civiles y 51.500 militares, significaba el 14,7 % del personal del ejército francés. De ese porcentaje, un 22 % son mujeres siendo uno de los ejércitos con más representación femenina. Su presupuesto asciende a un total de 8,2 billones de euros, el 21,6 % del presupuesto para Defensa (Ministerio de defensa).

## Equipamiento

### Aeronaves en uso
| Aeronaves                          | Origen         | Tipo                                                                     | Versión (denominación local) | En servicio,   | Notas                                                     | Imágenes |
| Aviones de Combate y Ataque        |                |                                                                          |                              |                |                                                           | |
| Dassault Rafale                    | Francia        | Caza multirol                                                            | total Rafale B Rafale C      | 106            | el total final será 234 (139 B y 95 C) biplaza monoplaza  | |
| Aeronaves Estratégicas             |                |                                                                          |                              |                |                                                           | |
| Boeing E-3 Sentry                  | Estados Unidos | Patrullero tipo AWACS                                                    | E-3F (B707-300C)             | 4              | SDA201 - SDA202 - SDA203 - SDA204                         | |
| Boeing KC-135 Stratotanker         | Estados Unidos | Repostaje en vuelo                                                       | C-135FR                      | 14             | 93-CA -CB -CC -CE -CF -CG -CH -CI -CJ -CK -CL -CM -CN -CP | |
| Airbus A330 MRTT                   | España         | Repostaje en vuelo y transporte logístico                                | A330-243MRTT                 | 9 (15 pedidos) |                                                           | |
| Aviones de Transporte              |                |                                                                          |                              |                |                                                           | |
| Airbus A400M                       | España         | Transporte pesado táctico /estratégico                                   | A400M                        | 18 (50 pedido) |                                                           | |
| Lockheed C-130 Hercules            | Estados Unidos | Transporte táctico                                                       | C-130HC-130H-30              | 14             |                                                           | |
| Transall C-160                     | Francia        | Inteligencia electrónica Transporte táctico                              | C-160G GabrielC-160R         | 23             |                                                           | |
| CASA CN-235                        | España         | Transporte táctico                                                       | CN-235-200M                  | 27             |                                                           | |
| DHC-6-300 Twin Otter               | Canadá         | Transporte ligero                                                        | DHC-6-300                    | 5              |                                                           | |
| SOCATA TBM                         | Francia        | Transporte vip                                                           | TBM 700                      | 16             |                                                           | airliners.net                                                                                                   |
| Airbus A330                        | Francia        | Transporte vip presidencial                                              | A330-223 Cotam Unité         | 1              | F-RARF                                                    | |
| Airbus A330                        | Francia        | Transporte                                                               | A330-243                     | 3              | F-UJCS - F-UJCT - F-UJCU                                  | |
| Dassault Falcon 2000               | Francia        | Transporte vip                                                           | Falcon 2000                  | (4 pedido)     | sustituyarán a los Falcon 50                              | |
| Dassault Falcon 7X                 | Francia        | Transporte vip                                                           | Falcon 7X Carla One          | 2              | F-RAFA - F-RAFB sustituyarán a los Falcon 900             | airliners.net                                                                                                   |
| Dassault Falcon 50                 | Francia        | Transporte vip                                                           | Mystère 50                   | 4              | F-RAFI - F-RAFJ - F-RAFK - F-RAFL                         | |
| Dassault Falcon 900                | Francia        | Transporte vip                                                           | Falcon 900                   | 2              | F-RAFP - F-RAFQ                                           | |
| Helicópteros                       |                |                                                                          |                              |                |                                                           | |
| Tigre                              | Francia        | Helicóptero de combate                                                   | 55                           |                |                                                           | |
| NH-90                              | Francia        | Helicóptero de transporte                                                | 18                           |                |                                                           | |
| Aérospatiale AS 332 Super Puma     | Francia        | Helicóptero de combate, búsqueda y rescate Helicóptero da transporte vip | AS332C AS332M1               | 119            |                                                           | |
| Aérospatiale AS 532 Cougar         | Francia        | Helicóptero de transporte vip                                            | AS532UL Cougar               | 36             |                                                           | |
| Aérospatiale AS 555 Fennec         | Francia        | Helicóptero ligero polivalente                                           | AS555AN                      | 19             |                                                           | |
| Eurocopter EC-725                  | Francia        | Helicóptero de combate, búsqueda y rescate                               | EC725                        | 19             |                                                           | |
| Aérospatiale SA 330 Puma           | Francia        | Helicóptero de combate, búsqueda y rescate                               | SA330B                       | 29             |                                                           | |
| Aviones de Entrenamiento           |                |                                                                          |                              |                |                                                           | |
| Dassault-Breguet/Dornier Alpha Jet | Francia        | Entrenador avanzado. Avión de ataque                                     | Alpha Jet E                  | 140            | también utilizado por la Patrouille de France             | |
| SAN Jodel D.140 Mousquetaire       | Francia        | Entrenador                                                               | D140E/R                      | 18             |                                                           | airliners.net (enlace roto disponible en Internet Archive; véase el historial, la primera versión y la última). |
| Embraer EMB 121 Xingu              | Brasil         | Entrenador básico                                                        | Emb121AA/AN                  | 30             |                                                           | |
| Embraer EMB 312 Tucano             | Brasil         | Entrenador básico                                                        | Emb312                       | 47             |                                                           | |
| Extra 300                          | Alemania       | Entrenador acrobático                                                    | Extra 300SC                  | 3              |                                                           | airliners.net                                                                                                   |
| SOCATA TB-30                       | Francia        | Entrenador básico                                                        | TB-30 Epsilon                | 92             |                                                           | |

## Grados militares
Soldados aéreos
- Soldado segundo
- Soldado primero
- Cabo
- Cabo jefe

Suboficiales
- Sargento
- Sargento Jefe
- Ayudante
- Ayudante Jefe
- Mayor (desde 2009)

Cadetes oficiales
- Candidato a oficial
- Oficial aspirante
- Aspirante EOPN
- Aspirante cadete
- Aspirante

Oficiales
- Subteniente
- Teniente
- Capitán
- Comandante
- Teniente coronel
- Coronel
- General de Brigada Aérea
- General de División Aérea
- General de Cuerpo de Ejército Aéreo
- General del Ejército Aéreo

## Escuadrones
Anexo:Escuadrones del Ejército del Aire de Francia